# Mortes em 1999
Esta é uma relação de pessoas notáveis que morreram durante o ano de 1999, listando nome, nacionalidade, ocupação e ano de nascimento.

## Janeiro

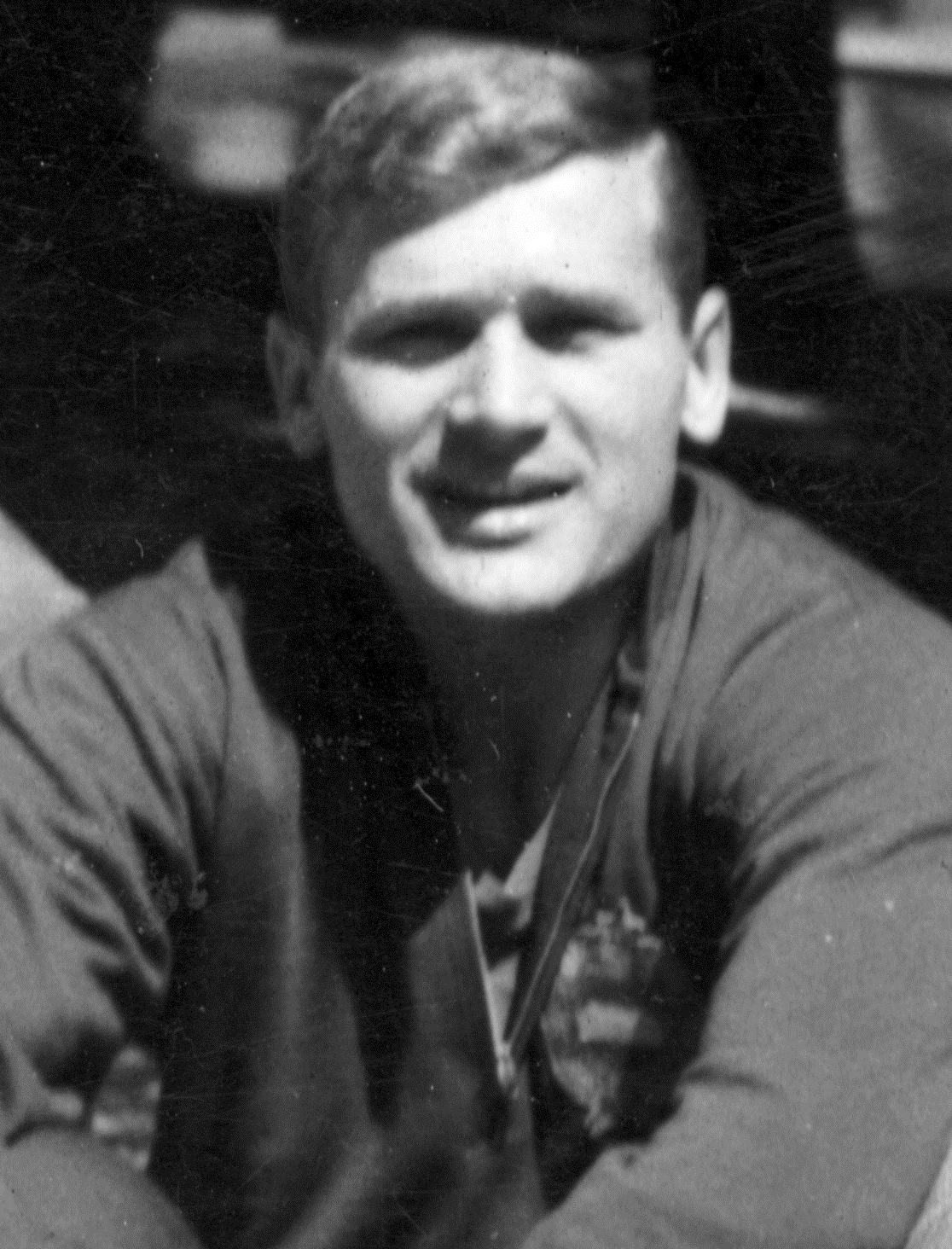
6 de Janeiro - Lajos Tichy, futebolista húngaro (n. 1935).

| Dia | Nome                       | Profissão ou motivo de reconhecimento | Nacionalidade          | Ano de nasc. | Ref   |
| --- | -------------------------- | ------------------------------------- | ---------------------- | ------------ | ----- |
| 1   | Mário Neves                | Jornalista e diplomata                | Portugal               | 1912         |       |
| 2   | Sebastian Haffner          | Jornalista e historiador              | Alemanha               | 1907         | [ 1 ] |
| 4   | Kisshomaru Ueshiba         | Mestre de aiquidô                     | Japão                  | 1921         |       |
| 5   | Paul Zoll                  | Cardiologista                         | Estados Unidos         | 1911         |       |
| 6   | Ntsu Mokhehle              | Político                              | Lesoto                 | 1918         |       |
| 6   | Michel Petrucciani         | Músico                                | França/ Estados Unidos | 1962         | [ 2 ] |
| 6   | Lajos Tichy                | Futebolista                           | Hungria                | 1935         |       |
| 7   | Fritz Ruland               | Ciclista                              | Alemanha               | 1914         |       |
| 9   | Manoel da Silva Dias       | Jornalista, empresário e político     | Brasil                 | 1914         |       |
| 11  | Fabrizio De André          | Cantor e compositor                   | Itália                 | 1940         |       |
| 12  | William H. Whyte           | Sociólogo e jornalista                | Estados Unidos         | 1917         |       |
| 14  | Jerzy Grotowski            | Encenador                             | Polónia/ Itália        | 1933         |       |
| 15  | John Baker Saunders        | Fundador e baixista                   | Estados Unidos         | 1954         |       |
| 16  | Oscar Cullmann             | Teologia cristã                       | França                 | 1902         |       |
| 18  | Henri Romagnesi            | Micologista                           | França                 | 1912         |       |
| 21  | Charles Brown              | Músico                                | Estados Unidos         | 1922         |       |
| 21  | Susan Strasberg            | Atriz                                 | Estados Unidos         | 1938         |       |
| 22  | Graciela Quan              | Advogada e ativista                   | Guatemala              | 1911         |       |
| 22  | Maxwell Rosenlicht         | Matemático                            | Estados Unidos         | 1924         |       |
| 23  | Joe D'Amato                | Cineasta                              | Itália                 | 1936         |       |
| 23  | Terence Lewin              | Militar                               | Reino Unido            | 1920         |       |
| 23  | John Osteen                | Religioso                             | Estados Unidos         | 1921         |       |
| 25  | Bernard Nijboer            | Físico                                | Países Baixos          | 1915         |       |
| 27  | Gonzalo Torrente Ballester | Professor, jornalista e escritor      | Espanha                | 1910         |       |
| 28  | Roger-Jean Le Nizerhy      | Ciclista                              | França                 | 1916         |       |
| 30  | Svetlana Savyolova         | Atriz                                 | Rússia                 | 1942         |       |
| 31  | Shohei Baba                | Lutador                               | Japão                  | 1938         |       |

## Fevereiro
| Dia | Nome                      | Profissão ou motivo de reconhecimento | Nacionalidade          | Ano de nasc. | Ref   |
| --- | ------------------------- | ------------------------------------- | ---------------------- | ------------ | ----- |
| 1   | St. Clair Pinckney        | Músico                                | Estados Unidos         | 1930         |       |
| 1   | Barış Manço               | Diretor de teatro                     | Polónia                | 1943         |       |
| 4   | Luigi Bernabò Brea        | Arqueólogo                            | italiano               | 1910         | [ 3 ] |
| 5   | Wassily Leontief          | Economista                            | Rússia/ Estados Unidos | 1906         |       |
| 7   | Hussein da Jordânia       | Monarca                               | Jordânia               | 1935         |       |
| 8   | Iris Murdoch              | Escritora e filósofa                  | Irlanda                | 1919         |       |
| 9   | Abelardo de Araújo Jurema | Político, jornalista e advogado       | Brasil                 | 1914         |       |
| 10  | Maluda                    | Artista plástica                      | Portugal               | 1934         |       |
| 11  | Walter Stuart             | Ator e humorista                      | Brasil                 | 1922         |       |
| 15  | Big L                     | Cantor                                | Estados Unidos         | 1974         |       |
| 15  | Henry Way Kendall         | Físico                                | Estados Unidos         | 1926         |       |
| 16  | Fritzi Burger             | Patinadora artística                  | Áustria                | 1910         |       |
| 20  | Gene Siskel               | Crítico de cinema                     | Estados Unidos         | 1946         |       |
| 20  | Sarah Kane                | Dramaturga                            | Reino Unido            | 1971         |       |
| 21  | Hideo Itokawa             | Cientista aeroespacial                | Japão                  | 1912         |       |
| 23  | David Chilton Phillips    | Biólogo                               | Reino Unido            | 1924         |       |
| 25  | Glenn Theodore Seaborg    | Químico                               | Estados Unidos         | 1912         |       |

## Março
| Dia | Nome                      | Profissão ou motivo de reconhecimento  | Nacionalidade               | Ano de nasc. | Ref |
| --- | ------------------------- | -------------------------------------- | --------------------------- | ------------ | --- |
| 2   | Dusty Springfield         | Cantora e produtora musical            | Reino Unido                 | 1939         |     |
| 3   | Gerhard Herzberg          | Químico                                | Alemanha/ Canadá            | 1904         |     |
| 3   | Jackson C. Frank          | Músico                                 | Estados Unidos              | 1943         |     |
| 3   | Del Close                 | Ator, escritor e professor             | Estados Unidos              | 1934         |     |
| 4   | Fritz Honegger            | Político                               | Suíça                       | 1917         |     |
| 6   | Isa bin Sulman al-Khalifa | Político                               | Bahrein                     | 1933         |     |
| 6   | Filpo Núñez               | Treinador de futebol                   | Argentina                   | 1920         |     |
| 7   | Antônio Houaiss           | Escritor, diplomata e filólogo         | Brasil                      | 1915         |     |
| 7   | Stanley Kubrick           | Cineasta                               | Estados Unidos/ Reino Unido | 1928         |     |
| 8   | Adolfo Bioy Casares       | Escritor                               | Argentina                   | 1914         |     |
| 8   | Joe DiMaggio              | Beisebolista                           | Estados Unidos              | 1914         |     |
| 8   | António Campos            | Cineasta                               | Portugal                    | 1922         |     |
| 12  | Yehudi Menuhin            | Violinista e maestro                   | Estados Unidos              | 1916         |     |
| 13  | Bidu Sayão                | Soprano                                | Brasil                      | 1902         |     |
| 13  | Lee Falk                  | Escritor, desenhista e diretor teatral | Estados Unidos              | 1911         |     |
| 14  | Gregg Diamond             | Músico e produtor musical              | Estados Unidos              | 1949         |     |
| 19  | Joseph DePietro           | Halterofilista                         | Estados Unidos              | 1914         |     |
| 19  | André Loureiro            | Ator                                   | Brasil                      | 1951         |     |
| 21  | Jean Guitton              | Filósofo e escritor                    | França                      | 1901         |     |
| 22  | David Strickland          | Ator                                   | Estados Unidos              | 1969         |     |
| 23  | Luis María Argaña         | Político                               | Paraguai                    | 1932         |     |
| 24  | Ladjane Bandeira          | Artista plástica e escritora           | Brasil                      | 1927         |     |
| 30  | Igor Netto                | Futebolista                            | Rússia                      | 1930         |     |

## Abril
| Dia | Nome                        | Profissão ou motivo de reconhecimento           | Nacionalidade               | Ano de nasc. | Ref   |
| --- | --------------------------- | ----------------------------------------------- | --------------------------- | ------------ | ----- |
| 1   | Marcos Rey                  | Escritor e roteirista                           | Brasil                      | 1925         |       |
| 4   | Bob Peck                    | Ator                                            | Reino Unido                 | 1945         |       |
| 4   | Faith Domergue              | Atriz                                           | Estados Unidos              | 1924         |       |
| 9   | Floripes Dornellas de Jesus | Religiosa                                       | Brasil                      | 1913         | [ 4 ] |
| 14  | Anthony Newley              | Cineasta                                        | Reino Unido/ Estados Unidos | 1931         |       |
| 16  | Skip Spence                 | Músico                                          | Canadá                      | 1946         |       |
| 20  | Eric Harris                 | Estudante                                       | Estados Unidos              | 1981         |       |
| 20  | Dylan Klebold               | Estudante                                       | Estados Unidos              | 1981         |       |
| 20  | Rachel Scott                | Estudante                                       | Estados Unidos              | 1981         |       |
| 20  | Cassie Bernall              | Estudante                                       | Estados Unidos              | 1981         |       |
| 20  | Rick Rude                   | Lutador                                         | Estados Unidos/ Geórgia     | 1958         |       |
| 23  | Celso Torrelio Villa        | Político                                        | Bolívia                     | 1933         |       |
| 24  | Bonifácio Lázaro Lozano     | Artista plástico                                | Portugal                    | 1906         |       |
| 25  | Roger Troutman              | Canor, Composior, Multi-Instrumenista e Produor | Estados Unidos              | 1951         |       |
| 26  | Jill Dando                  | Jornalista                                      | Estados Unidos              | 1961         |       |
| 27  | Rolf Landauer               | Físico                                          | Estados Unidos              | 1927         |       |
| 28  | Alf Ramsey                  | Futebolista e técnico                           | Reino Unido                 | 1920         |       |
| 28  | Rory Calhoun                | Ator                                            | Estados Unidos              | 1922         |       |

## Maio
| Dia | Nome                    | Profissão ou motivo de reconhecimento | Nacionalidade | Ano de nasc. | Ref |
| --- | ----------------------- | ------------------------------------- | ------------- | ------------ | --- |
| 16  | Luiz Armando Queiroz    | Ator e diretor                        | Brasil        | 1945         |     |
| 18  | Dias Gomes              | Dramaturgo                            | Brasil        | 1922         |     |
| 23  | Jerônimo Mazzarotto     | Prelado                               | Brasil        | 1898         |     |
| 29  | João Carlos de Oliveira | Atleta                                | Brasil        | 1954         |     |

## Junho
| Dia | Nome           | Profissão ou motivo de reconhecimento | Nacionalidade | Ano de nasc. | Ref |
| --- | -------------- | ------------------------------------- | ------------- | ------------ | --- |
| 12  | Carlos Kroeber | Ator                                  | Brasil        | 1934         |     |
| 19  | Heloísa Helena | Atriz, diretora e cantora             | Brasil        | 1917         |     |
| 28  | Ariel Coelho   | Ator                                  | Brasil        | 1951         |     |
| 30  | Edouard Boubat | Fotógrafo                             | França        | 1923         |     |

## Julho
| Dia | Nome                  | Profissão ou motivo de reconhecimento | Nacionalidade          | Ano de nasc. | Ref |
| --- | --------------------- | ------------------------------------- | ---------------------- | ------------ | --- |
| 1   | Edward Dmytryk        | Cineasta                              | Canadá/ Estados Unidos | 1908         |     |
| 2   | Mario Puzo            | Escritor                              | Estados Unidos         | 1920         |     |
| 5   | Consuelo Leandro      | Atriz                                 | Brasil                 | 1932         |     |
| 6   | Joaquín Rodrigo       | Músico                                | Espanha                | 1901         |     |
| 8   | Ángel Lulio Cabrera   | Botânico                              | Espanha/ Argentina     | 1908         |     |
| 14  | Gar Samuelson         | Baterista                             | Estados Unidos         | 1958         |     |
| 16  | Franco Montoro        | Jurista e político                    | Brasil                 | 1916         |     |
| 16  | John F. Kennedy, Jr.  | Advogado e jornalista                 | Estados Unidos         | 1960         |     |
| 23  | Hassan II de Marrocos | Monarca                               | Marrocos               | 1929         |     |
| 25  | Rony Cócegas          | Ator                                  | Brasil                 | 1940         |     |
| 28  | Trygve Haavelmo       | Economista                            | Noruega                | 1911         |     |

## Agosto
| Dia | Nome                 | Profissão ou motivo de reconhecimento | Nacionalidade  | Ano de nasc. | Ref   |
| --- | -------------------- | ------------------------------------- | -------------- | ------------ | ----- |
| 4   | Victor Mature        | Ator                                  | Estados Unidos | 1913         | [ 5 ] |
| 9   | Abraham Haskel Taub  | Físico e matemático                   | Estados Unidos | 1913         |       |
| 10  | Ernesto Melo Antunes | Militar                               | Portugal       | 1933         |       |
| 13  | Herberto Sales       | Escritor e jornalista                 | Brasil         | 1917         | [ 6 ] |
| 18  | Alfred Bickel        | Futebolista e treinador               | Suíça          | 1918         |       |
| 24  | Roberto Bussinello   | Automobilista                         | Itália         | 1927         |       |
| 27  | Hélder Câmara        | Arcebispo                             | Brasil         | 1909         | [ 7 ] |

## Setembro
| Dia | Nome                  | Profissão ou motivo de reconhecimento | Nacionalidade  | Ano de nasc. | Ref    |
| --- | --------------------- | ------------------------------------- | -------------- | ------------ | ------ |
| 4   | Orlando Pereira       | Futebolista e treinador               | Brasil         | 1949         | [ 8 ]  |
| 10  | Alfredo Kraus         | Cantor lírico e tenor                 | Espanha        | 1927         | [ 9 ]  |
| 11  | Gonzalo Rodríguez     | Automobilista                         | Uruguai        | 1971         | [ 10 ] |
| 14  | Charles Crichton      | Produtor cinematográfico              | Reino Unido    | 1910         |        |
| 19  | José J. Veiga         | Escritor                              | Brasil         | 1915         | [ 11 ] |
| 20  | Raíssa Gorbachova     | Filósofa                              | Rússia         | 1932         |        |
| 25  | Marion Zimmer Bradley | Escritora e editora                   | Estados Unidos | 1930         |        |
| 30  | Osvaldo Baliza        | Futebolista                           | Brasil         | 1923         |        |

## Outubro
| Dia | Nome                     | Profissão ou motivo de reconhecimento | Nacionalidade  | Ano de nasc. | Ref    |
| --- | ------------------------ | ------------------------------------- | -------------- | ------------ | ------ |
| 6   | Amália Rodrigues         | Cantora                               | Portugal       | 1920         | [ 12 ] |
| 8   | Zezé Macedo              | Atriz e humorista                     | Brasil         | 1916         | [ 13 ] |
| 9   | João Cabral de Melo Neto | Poeta e diplomata                     | Brasil         | 1920         | [ 14 ] |
| 12  | Wilt Chamberlain         | Jogador de basquete                   | Estados Unidos | 1936         | [ 15 ] |
| 13  | Rodrigo Santiago         | Ator e professor                      | Brasil         | 1943         | [ 16 ] |
| 14  | Julius Nyerere           | Ativista e político                   | Tanzânia       | 1922         | [ 17 ] |
| 17  | Hilton Gomes             | Jornalista                            | Brasil         | 1924         |        |
| 30  | Nise da Silveira         | Psiquiatra                            | Brasil         | 1905         | [ 18 ] |
| 31  | Greg Moore               | Automobilista                         | Canadá         | 1975         | [ 19 ] |

## Novembro
| Dia | Nome                    | Profissão ou motivo de reconhecimento | Nacionalidade  | Ano de nasc. | Ref    |
| --- | ----------------------- | ------------------------------------- | -------------- | ------------ | ------ |
| 1   | Walter Payton           | Jogador de futebol americano          | Estados Unidos | 1953         | [ 20 ] |
| 12  | Pituka de Foronda       | Atriz                                 | Espanha        | 1918         |        |
| 15  | Denise Cerqueira        | Cantora                               | Brasil         | 1960         |        |
| 15  | Norio Taniguchi         | Acadêmico                             | Japão          | 1912         |        |
| 19  | Plínio Marcos           | Escritor, diretor, jornalista e ator  | Brasil         | 1935         |        |
| 21  | Horacio Gómez Bolaños   | Ator, humorista e roteirista          | México         | 1930         |        |
| 22  | Flávio Costa            | Futebolista e treinador               | Brasil         | 1906         | [ 21 ] |
| 30  | Carlos Hugo Christensen | Cineasta                              | Argentina      | 1914         | [ 22 ] |

## Dezembro
João Figueiredo, 30° presidente do Brasil
| Dia | Nome                  | Profissão ou motivo de reconhecimento | Nacionalidade  | Ano de nasc. | Ref    |
| --- | --------------------- | ------------------------------------- | -------------- | ------------ | ------ |
| 3   | Edmond Safra          | Banqueiro                             | Líbano/ Brasil | 1932         | [ 23 ] |
| 8   | Toninho Baiano        | Futebolista                           | Brasil         | 1948         | [ 24 ] |
| 8   | Milton Carneiro       | Ator e comediante                     | Brasil         | 1923         | [ 25 ] |
| 17  | Grover Washington Jr. | Músico                                | Estados Unidos | 1943         | [ 26 ] |
| 19  | Desmond Llewelyn      | Ator                                  | Reino Unido    | 1914         | [ 27 ] |
| 22  | Blota Júnior          | Advogado, jornalista e político       | Brasil         | 1920         | [ 28 ] |
| 24  | Bill Bowerman         | Treinador de atletismo                | Brasil         | 1918         | [ 29 ] |
| 24  | João Figueiredo       | Militar e político                    | Brasil         | 1918         | [ 30 ] |
| 24  | Tito Guízar           | Ator                                  | México         | 1908         |        |
| 28  | Clayton Moore         | Ator                                  | Estados Unidos | 1914         | [ 31 ] |
| 31  | Elliot Richardson     | Ex-secretário                         | Estados Unidos | 1920         |        |